# 戴嘉谷
戴嘉穀（？—？），江西南安府大庾縣籍，安徽徽州府休寧縣隆阜人，清朝政治人物。戴心亨之子。

## 生平
道光三年（1823年）任漳州府知府，道光十二年（1832年）任福州府知府，改福建鹽法道。